# Carl Douglas (1824–1898)
Carl Israel Vilhelm Douglas, född 20 april 1824 i Grebo församling, Östergötlands län, död 14 januari 1898 i Baden, var en svensk greve och överstekammarjunkare. Han var från 1848 även badensisk greve. Douglas var ägare till fideikommisserna Muhlhausen i Tyskland.

## Biografi
Carl Douglas föddes 1824 på Katrineberg i Grebo socken. Han var son till översten Vilhelm Christoffer Robert Douglas och Magdalena Sofia Lagerfelt. Douglas blev 1832 fanjunkare vid Andra livgrenadjärregementet, 1842 student vid Uppsala universitet och var från 1846 till 1847 elev vid forst- och lantbruksakademierna i Tharandt och Hohenheim. Han blev 11 oktober 1853 storhetiglig badensisk kammarherre, 23 augusti 1859 kammarherre hos drottning Lovisa av Nederländerna och 18 september 1860 kabinettskammarherre hos kung Karl XV. Douglas utnämndes 17 december 1861 till riddare av Sankt Olavs orden, 3 juni 1868 till riddare av Svärdsorden och 4 november 1870 till kommendör av första graden av Dannebrogorden. Han blev 21 oktober 1872 kabinettskammarherre hos kung Oscar II, utnämndes i augusti 1873 till [[RPrKrO2kl m kr, 1 december 1875 till kommendör av första klassen av Nordstjärneorden, 13 februari 1875 till riddare av första klassen av Waldeckska Förtjänstorden, 25 april 1877 kommendör av Zähringer Löwenorden och 3 november 1880 kommendör av första klassen av Württembergska Fredriksorden. Douglas blev 6 juni 1882 överstekammarjunkare, utnämndes 1889 till StkPKrO och 1 december 1894 till kommendör med stora korset av Nordstjärneorden. Han avled 1898 på villa Douglas vid Konstanz i Baden.
Carl Douglas ligger begravd i släkten Douglas gravkapell i Vreta klosters kyrka. Hans hustru, grevinnan Louise, ärvde slotten Langenstein och Gondelsheim i Tyskland.

### Egendom
Douglas ägde Gerstorp  och Naterstad i Slaka socken och Råberga i Sankt Lars socken.

### Familj
Douglas gifte sig 8 juni 1848 i Karlsruhe i Baden med grevinnan Lovisa Catharina von Langenstein und Gondelsheim (1826–1900), morganatisk dotter av storhertig Ludvig I av Baden och Catharina Carolina von Langenstein und Gondelsheim]]. De fick tillsammans barnen Vilhelm Ludvig Carl Douglas (1849–1908), riksmarskalken och utrikesministern Ludvig Douglas (1849–1916), Madeleine Sofia Henrietta Douglas (1852–1899) som var gift med kaptenen, friherre Hans Mikael Gottlob Herman Malio von Meyern-Hohenberg, Catharina Carolina Lovisa Douglas (1852–1893) som var gift med kammarherren, friherre Heinrich Christian Gayling von Altheim, Maria Augusta Fredrika Douglas (1854–1923) som var gift med kammarherren, greve Carl August von der Goltz och löjtnanten Fredrik Gustaf Archibald Douglas (1859–1921).